# Constel·lacions xineses

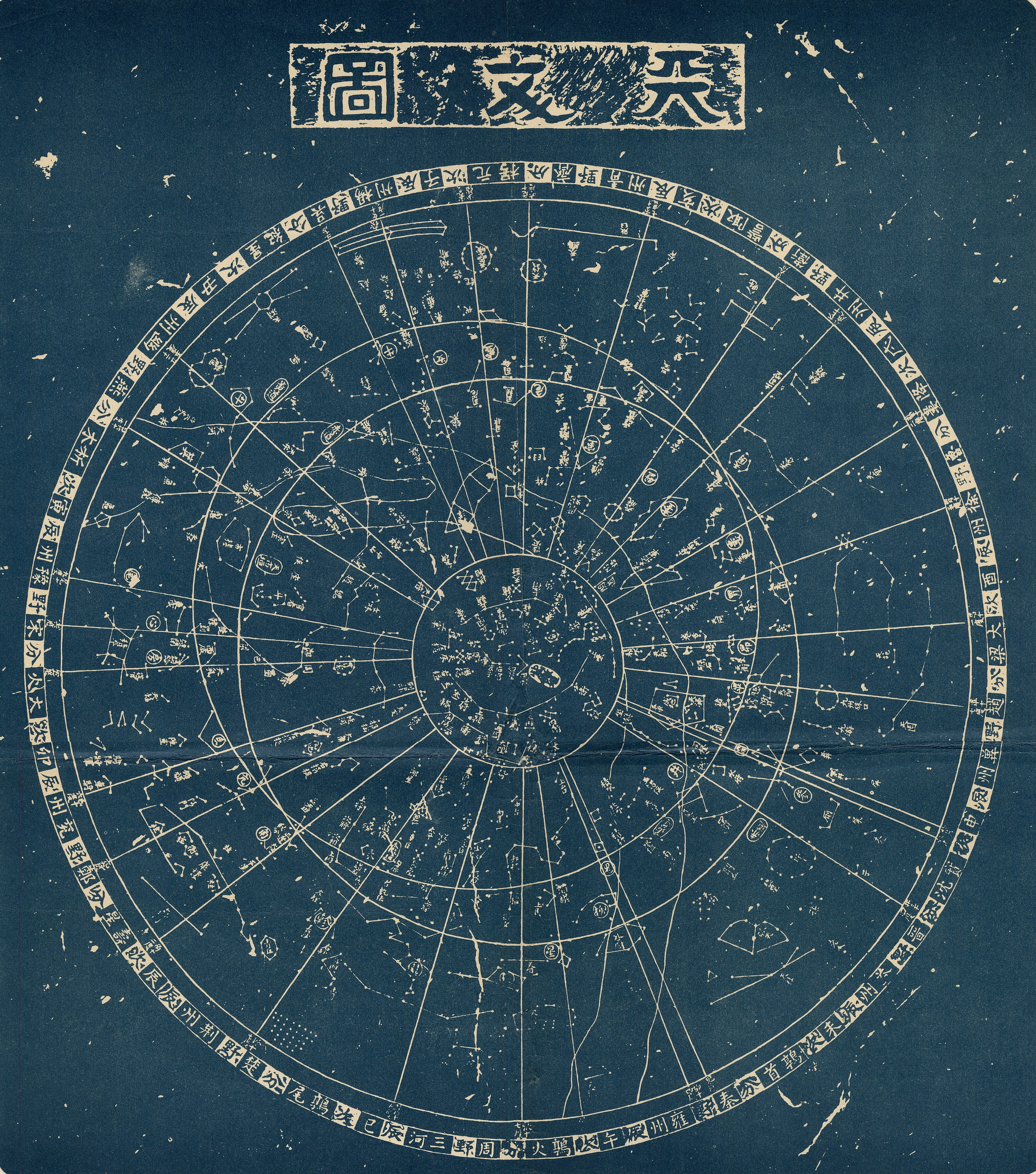
Reproducció del Gràfic estel·lar de Suzhou, del segle XIII

Les constel·lacions xineses són les constel·lacions establertes per l'astronomia xinesa per tal d'organitzar els estels de l'esfera celeste. L'astronomia tradicional xinesa té un sistema de dividir l'esfera celeste en asterismes o constel·lacions, coneguts com a "oficials" (xinès 星官 xīng guān).
Els asterismes xinesos són generalment més petits que les constel·lacions de la tradició hel·lenística. El planisferi de Suzhou de la dinastia Song (segle XIII) mostra un total de 283 asterismes, que inclouen un total de 1.565 estrelles individuals. Els asterismes es divideixen en quatre grups, les vint-i-vuit mansions (二十八宿, Èrshíbā Xiù) al llarg de l'eclíptica, i els tres recintes del cel del nord. El cel del sud es va afegir com a cinquè grup a la tarda dinastia Ming basat en les cartes estel·lars europees, que comprenia 23 asterismes addicionals.
Els Tres Recintes (三垣, Sān Yuán) inclouen el Recinte Prohibit Porpra, que està centrat al pol nord celeste i inclou aquelles estrelles que es poden veure durant tot l'any, mentre que les altres dues es troben a cavall de l'equador celeste.
Les vint-i-vuit mansions formen un sistema de coordenades eclíptices utilitzat per a aquelles estrelles visibles (des de la Xina) però no durant tot l'any, basat en el moviment de la Lluna durant un mes lunar.

## Història
El sistema xinès es va desenvolupar independentment del sistema greco-romà des d'almenys el segle V aC, tot i que podria haver-hi hagut influència mútua anterior, suggerida per paral·lelismes a l'antiga astronomia babilònica.
El sistema de vint-i-vuit cases lunars és molt similar (tot i que no idèntic) al sistema indi Nakshatra, i actualment no se sap si hi va haver influència mútua en la història dels sistemes indi i xinès.
Els mapes d'estrelles xinesos més antics existents daten de la dinastia Tang. Entre ells destaquen el Tractat d'astrologia de l'era Kaiyuan del segle VIII i la carta estel·lar de Dunhuang. Conté col·leccions d'astrònoms xinesos anteriors (Shi Shen, Gan De i Wu Xian) així com d'astronomia índia (que havia arribat a la Xina als primers segles dC). Gan De va ser un astrònom de l'època dels Estats Combatents (segle V aC) que segons el testimoni de la Carta Estel·lar de Dunhuang va enumerar 810 estrelles en 138 asterismes. La pròpia carta estel·lar de Dunhuang té 1.585 estrelles agrupades en 257 asterismes.
El nombre d'asterismes, o d'estrelles agrupades en asterismes, no es va fixar mai, sinó que es va mantenir en el mateix ordre de magnitud (a efectes de comparació, el catàleg d'estrelles compilat per Ptolemeu al segle II tenia 1.022 estrelles en 48 constel·lacions). El gràfic estel·lar de Suzhou del segle XIII té 1.565 estrelles en 283 asterismes, el coreà Cheonsang Yeolcha Bunyajido del segle XIV té 1.467 estrelles en 264 asterismes i el globus celeste fet pel jesuïta flamenc Ferdinand Verbiest per a l'emperador Kangxi té 1876 estrelles a 282 asterismes.
El cel del sud era desconegut pels antics xinesos i, per tant, no està inclòs en el seu sistema tradicional. Amb el contacte europeu al segle XVI, Xu Guangqi, un astrònom de la dinastia Ming tardana, va introduir altres 23 asterismes basats en les cartes estel·lars europees. Els "asterismes del sud" (近南極星區) ara també es tracten com a part del sistema tradicional xinès.

## Nomenclatura
A cada estrella se li assigna un asterisme i dintre d'aquest, se li assigna un número, per tant, cada estrella es designa com "nom de l'asterisme" + "número". La numeració de les estrelles no es basa en la magnitud com en la denominació de Bayer, sinó en la posició de l'asterisme. A més algunes estrelles tenen un nom tradicional, normalment relacionat amb la mitologia o l'astronomia.
La paraula xinesa per "estrella, cos celestial" és 星 xīng.
El caràcter 星 originàriament tenia una forma més complicada: 曐, un caràcter fonosemàntic (形聲字) la part semàntica del qual, 晶, originalment representava tres estrelles centellejants (tres exemples del radical "sol" 日).
El terme xinès modern per a "constel·lació", referint-se a les definides pel sistema IAU, és 星座 (xīng zuò). El terme més antic 星官 (xīng guān) s'utilitza només per descriure constel·lacions del sistema tradicional. El caràcter del significat principal de 官 és "oficial públic" (d'aquí la traducció anglesa "oficials" per als asterismes xinesos), històricament també podria significar "residència de l'oficial".
El terme genèric per "asterisme" és 星群 (xīng qún, lit. "grup d'estrelles").

## Els Tres Recintes
Són el Recinte Porpra Prohibit (紫微垣, Zǐ Wēi Yuán), el Recinte del Palau Suprem (太微垣, Tài Wēi Yuán) i el Recinte del Mercat Celestial (天市垣, Tiān Shì Yuán). El primer abasta la major part de l'àrea del nord del cel nocturn, mentre que el tercer l'àrea del sud. Cada recinte està separat per murs, que són asterismes.
El Recinte Prohibit Morat ocupa la zona més septentrional del cel nocturn. Des del punt de vista dels antics xinesos, el recinte prohibit porpra es troba al centre del cel i està envoltat per totes les altres estrelles.
Comprèn les constel·lacions gregues Osa Menor, Draco, Camelopardalis, Cefeu, Casiopea, Auriga, Boötes,
i parts de l'Óssa Major, Canes Venatici, Leo Menor i Hèrcules.
El Recinte del Palau Suprem abasta les constel·lacions gregues de Verge, Coma Berenices i Leo
i parts de Canes Venatici, Osa Major i Leo Menor.
El Recinte del Mercat Celestial abasta les constel·lacions gregues Serpens, Ofiuc, Aquila i Corona Borealis
i parts d'Hèrcules.
Cadascun dels tres recintes està envoltat per dos asterismes "murals", designats 垣 yuán "mur baix, tanca; recinte" (no confondre amb la mansió o casa lunar ""Muralla" 壁):
- Porpra Muralla Esquerra Prohibida 紫微左垣 (Casiopea / Cefeo / Draco)
- Porpra Muralla Dreta Prohibida 紫微右垣 (Draco / Osa Mayor / Camelopardalis)
- Paret esquerra del Palau Suprem 太微左垣 (Virgo / Coma Berenices)
- Muro Dret del Palau Suprem 太微右垣 (Leo / Virgo)
- Mur Esquerre del Mercat Celestial 天市左垣 (Hércules / Serpens / Ofiuco / Aquila)
- Mur dret del Mercat celestial 天市右垣 (Serpens / Ofiuco / Hércules)

## Les vint-i-vuit cases
Les vint-i-vuit mansions s'agrupen en Quatre símbols, cadascuna associada amb una direcció de brúixola i que conté set mansions. Els noms i les estrelles determinants són:
| Quatre símbols (四象)           | Casa (宿) | Casa (宿)     | Casa (宿)                        | Casa (宿)            |
| Quatre símbols (四象)           | Número    | Nom (pinyin)  | Traducció                        | Estrella determinant |
| ------------------------------- | --------- | ------------- | -------------------------------- | -------------------- |
| Drac Atzur (東方青龍) Primavera | 1         | 角 (Jué/Jiăo) | Horn                             | α Vir                |
| Drac Atzur (東方青龍) Primavera | 2         | 亢 (Kàng)     | Neck                             | κ Vir                |
| Drac Atzur (東方青龍) Primavera | 3         | 氐 (Dī)       | Root                             | α Lib                |
| Drac Atzur (東方青龍) Primavera | 4         | 房 (Fáng)     | Room                             | π Sco                |
| Drac Atzur (東方青龍) Primavera | 5         | 心 (Xīn)      | Heart                            | α Sco                |
| Drac Atzur (東方青龍) Primavera | 6         | 尾 (Wěi)      | Tail                             | μ Sco                |
| Drac Atzur (東方青龍) Primavera | 7         | 箕 (Jī)       | Winnowing Basket                 | γ Sgr                |
| Genbu (北方玄武) Hivern         | 8         | 斗 (Dǒu)      | (Southern) Dipper                | φ Sgr                |
| Genbu (北方玄武) Hivern         | 9         | 牛 (Niú)      | Ox                               | β Cap                |
| Genbu (北方玄武) Hivern         | 10        | 女 (Nǚ)       | Girl                             | ε Aqr                |
| Genbu (北方玄武) Hivern         | 11        | 虛 (Xū)       | Emptiness                        | β Aqr                |
| Genbu (北方玄武) Hivern         | 12        | 危 (Wéi/Wēi)  | Roof                             | α Aqr                |
| Genbu (北方玄武) Hivern         | 13        | 室 (Shì)      | Encampment                       | α Peg                |
| Genbu (北方玄武) Hivern         | 14        | 壁 (Bì)       | Wall                             | γ Peg                |
| Byakko (西方白虎) Tardor        | 15        | 奎 (Kuí)      | Legs                             | η And                |
| Byakko (西方白虎) Tardor        | 16        | 婁 (Lóu)      | Bond                             | β Ari                |
| Byakko (西方白虎) Tardor        | 17        | 胃 (Wèi)      | Stomach                          | 35 Ari               |
| Byakko (西方白虎) Tardor        | 18        | 昴 (Mǎo)      | Hairy Head                       | 17 Tau               |
| Byakko (西方白虎) Tardor        | 19        | 畢 (Bì)       | Net                              | ε Tau                |
| Byakko (西方白虎) Tardor        | 20        | 觜 (Zī)       | Tortuga                          | λ Ori                |
| Byakko (西方白虎) Tardor        | 21        | 參 (Cǎn/Shēn) | Tres estrelles                   | ζ Ori                |
| Suzaku (南方朱雀) Estiu☃☃       | 22        | 井 (Jǐng)     | Bé                               | μ Gem                |
| Suzaku (南方朱雀) Estiu☃☃       | 23        | 鬼 (Guǐ)      | Espectre                         | θ Cnc                |
| Suzaku (南方朱雀) Estiu☃☃       | 24        | 柳 (Liǔ)      | Constel·lació de l'Hidra Femella | δ Hya                |
| Suzaku (南方朱雀) Estiu☃☃       | 25        | 星 (Xīng)     | Estrella                         | α Hya                |
| Suzaku (南方朱雀) Estiu☃☃       | 26        | 張 (Zhāng)    | Constel·lació de l'Hidra Femella | υ¹ Hya               |
| Suzaku (南方朱雀) Estiu☃☃       | 27        | 翼 (Yì)       | Ales                             | α Crt                |
| Suzaku (南方朱雀) Estiu☃☃       | 28        | 軫 (Zhěn)     | Carro                            | γ Crv                |

## Els asterismes del sud (近南極星區)
El cel al voltant del pol celeste sud era desconegut per als antics xinesos. Per tant, no estava inclòs en el sistema de Tres Recintes i Vint-i-vuit Mansions. No obstant això, a la fi de la dinastia Ming, Xu Guangqi va introduir altres 23 asterismes basant-se en el coneixement de les cartes estel·lars europees. Aquests asterismes es van incorporar des de llavors als mapes estel·lars xinesos tradicionals.
Els asterismes són:
| Nom                    | Nom en xinès           | Nombre d'estels | Constel·lació hel·lenística |
| ---------------------- | ---------------------- | --------------- | --------------------------- |
| Mar i Muntanya         | 海山 (Hǎi Shān)        | 4               | Carina/Centaurus/Musca/Vela |
| Creu                   | 十字架 (Shí Zì Jià)    | 4               | Crux                        |
| Cua de Cavall          | 馬尾 (Mǎ Wěi)          | 3               | Centaurus                   |
| Abdomen de Cavall      | 馬腹 (Mǎ Fù)           | 3               | Centaurus                   |
| Abella                 | 蜜蜂 (Mì Fēng)         | 4               | Musca                       |
| Triangle               | 三角形 (Sān Jiǎo Xíng) | 3               | Triangulum Australe         |
| Ocell Exòtic           | 異雀 (Yì Què)          | 9               | Apus / Octans               |
| Gall d'indi reial      | 孔雀 (Kǒng Què)        | 11              | Gall d'indi                 |
| Pèrsia                 | 波斯 (Bō Sī)           | 11              | Indus / Telescopium         |
| Cua de serp            | 蛇尾 (Shé Wěi)         | 4               | Octans / Hydrus             |
| Abdomen de Serp        | 蛇腹 (Shé Fù)          | 4               | Hydrus                      |
| Cap de Serp            | 蛇首 (Shé Shǒu)        | 2               | Hydrus / Reticulum          |
| Pic d'ocell            | 鳥喙 (Niǎo Huì)        | 7               | Tucana                      |
| Grulla                 | 鶴 (Hè)                | 12              | Grus / Tucana               |
| Ocell de Foc           | 火鳥 (Huǒ Niǎo)        | 10              | Fènix / Escultor            |
| Aigua Corrent Torçada  | 水委 (Shuǐ Wěi)        | 3               | Eridanus / Fènix            |
| Pegat Blanc Proper     | 附白 (Fù Bái)          | 2               | Hydrus                      |
| Pegats Blancs Adherits | 夾白 (Jiā Bái)         | 2               | Reticulum / Dorado          |
| Peix daurat            | 金魚 (Jīn Yú)          | 5               | Dorado                      |
| Roca del Mar           | 海石 (Hǎi Dàn)         | 5               | Carina                      |
| Peix Volador           | 飛魚 (Fēi Yú)          | 6               | Volans                      |
| Vaixell del Sud        | 南船 (Nán Chuán)       | 5               | Carina                      |
| Ossa Menor             | 小斗 (Xiǎo Dǒu)        | 9               | Chamaeleon                  |

## Noms xinesos d'estrelles
Els antics astrònoms xinesos designaven noms a les estrelles visibles de forma sistemàtica, aproximadament més de mil anys abans que Johann Bayer ho fes de forma similar. Bàsicament, cada estrella s'assigna a un asterisme. A continuació, s'assigna un número a cadascun dels estels d'aquest asterisme. Per tant, una estrella es designa com a "Nom de l'asterisme" + "Nombre". Tot i això, la numeració de les estrelles d'un asterisme no es basa en la seva magnitud aparent, sinó en la seva posició en l'asterisme. El sistema Bayer utilitza aquest mètode xinès ocasionalment, sobretot amb les estrelles de l'Óssa Major, que tenen totes aproximadament la mateixa magnitud; al seu torn, les estrelles de l'Óssa Major, 北斗 en xinès, es numeren en l'astronomia xinesa en el mateix ordre que amb les designacions Bayer, amb Dubhe, en primer lloc, en tots dos casos.
Per exemple, Altair s'anomena 河鼓二 en xinès. 河鼓 és el nom de l'asterisme (literalment, el Tambor al Riu). 二 és la designació del nombre (dos). Per tant, significa literalment "la Segona Estrella del Tambor al Riu". (Bayer podria haver denominat a Altair "Beta Tympani Flumine" si hagués estat catalogant constel·lacions xineses).
Alguns estels també tenen noms tradicionals, sovint relacionats amb la mitologia o l'astrologia. Per exemple, Altair es coneix més comunament com 牛郎星 o 牵牛星 (l'Estrella del Vaquer) en xinès, per la història mitològica del Vaquer i la Teixidora.
Aquestes denominacions es continuen utilitzant a l'astronomia xinesa moderna. Totes les estrelles per a les quals s'utilitzen els noms tradicionals en anglès es tradueixen habitualment per les designacions xineses tradicionals, en lloc de traduccions dels seus noms de catàleg.

## Per a més informació
- Llibre de Jin, volum 11–13 (晉書·天文志)
- Huainanzi, volum 3 (淮南子·天文訓)